# Stærk syre
En stærk syre er en syre, der dissocierer fuldstændig i en vandig opløsning.
{\displaystyle {\text{HA (aq)}}+{\text{H}}_{2}{\text{O}}{\text{ (l)}}\rightarrow {\text{A}}^{-}{\text{ (aq)}}+{\text{H}}_{3}{\text{O}}^{+}{\text{ (aq)}}}
Kvantitativt vil det sige at syrestyrkekonstanten er uendelig stor, eller at syrestyrkeeksponenten går imod minus uendelig:
{\displaystyle {\begin{aligned}K_{s}&\rightarrow \infty \\pK_{s}&\rightarrow -\infty \end{aligned}}}
Selvom ideelle stærke syrer ikke findes, kommer nogle syrer så tæt på, at det er praktisk at betragte dem som sådan.
Modsat står svage syrer.

## pH
For en syre med en enkelt proton er hydronium-koncentrationen {\displaystyle [{\text{H}}_{3}{\text{O}}^{+}]} altså approksimativt lig med den oprindelige syrekoncentration {\displaystyle c_{s}}:
{\displaystyle [{\text{H}}_{3}{\text{O}}^{+}]=c_{s}}
Altså er pH:
{\displaystyle pH=-\log \left(c_{s}\right)}
For en stærk syre, der afgiver {\displaystyle n} antal protoner, er pH:
{\displaystyle pH=-\log \left(nc_{s}\right)}